# マイクロパブリック
マイクロパブリック（micro pablic)とは、アフターコロナの時代に、これからのウォーカブルなまちづくりとして、公共空間に自分の家のように好きなことができる「自分のための小さな居心地の良い公共空間＝「マイクロパブリック」をつくることを目指した言葉である。
　これまでの公共空間（Public）の志向が「誰もが」平等に使える場所という概念に対し、小さな公共空間（micro public)とは、自分の家やプライベートスペースのように「自分が」使いたい目的に使える機能を持った、小さな心地よい居場所をこれまでの公共空間に変わる概念として屋外に創り出すことを示す。